# Peter MacArthur (Diplomat)

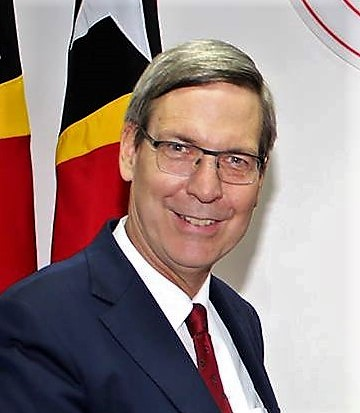
Peter MacArthur (2019)

Peter MacArthur ist ein kanadischer Diplomat.

## Werdegang
1982 begann MacArthur für das kanadische Department of External Affairs zu arbeiten. Von 1984 bis 1987 war er Handelskommissar in Moskau und von 1987 bis 1988 in Neu-Delhi. Von 1988 bis 1990 war MacArthur Konsul des kanadischen Handelsbüros in Mumbai. Zurück in Kanada arbeitete MacArthur von 1990 bis 1992 als stellvertretender Direktor für Handelsbeziehungen mit Russland. Dem folgte von 1994 bis 1997 die Position des Handelskommissars in Hongkong und von 1997 bis 1999 als stellvertretender Direktor für Politik- und Strategieplanung. 1999 wurde MacArthur Direktor des Trade Commissioner Service overseas operations und 2003 Direktor für China und die Mongolei. 2004 ging er an die Botschaft in Japan als Minister (commercial) und Senior Trade Commissioner, wo er bis zu seiner Ernennung als Generaldirektor für global business opportunities im Jahre 2009 blieb. 2012 wurde MacArthur Generaldirektor des Büros Süd- und Südostasien und Ozeanien. Gleichzeitig vertrat er Kanada bei Treffen der leitenden Wirtschaftsbeamten der Asiatisch-Pazifischen Wirtschaftsgemeinschaft (APEC) und der ASEAN.
2016 wurde MacArthur zum kanadischen Botschafter in Indonesien und Osttimor ernannt. Am 4. Oktober übergab er seine Akkreditierung an den indonesischen Präsidenten Joko Widodo und am 30. Juni 2017 an den osttimoresischen Präsidenten Francisco Guterres. 2019 endete MacArthurs Amtszeit in Jakarta. Am 19. Juni 2020 übergab er dafür seine Akkreditierung als kanadischer Botschafter auf den Philippinen an Präsident Rodrigo Duterte.

## Privates
MacArthur ist verheiratet und hat zwei Kinder.